# Horodysko
Horodysko [pronunciación en polaco: /xɔrɔˈdɨskɔ/] es un pueblo en el distrito administrativo de Gmina Leśniowice, dentro del Distrito de Chełm, Voivodato de Lublin, en el este de Polonia. Se encuentra aproximadamente 23 kilómetros al sur de Chełm y 69 kilómetros al sudeste de la capital regional, Lublin.